# Delle Inscrizioni Veneziane
Das Werk Delle Inscrizioni Veneziane stellt die umfassendste Sammlung der in Venedig in der ersten Hälfte des 19. Jahrhunderts noch vorhandenen Inschriften dar. Sie wurden in den Jahren 1824 bis 1853 von Emmanuele Antonio Cicogna gesammelt und in sechs Bänden herausgegeben, die zusammen mehr als 3500 Seiten umfassen. Dabei überlieferte er nicht nur über 1800 Inschriften, die vielfach nicht mehr existieren, sondern er bemühte sich auch, die darin genannten Personen zu identifizieren und knappe biographische Anmerkungen zu liefern, dazu Erkenntnisse über die kirchlichen Einrichtungen, denen der Erhalt der Inschriften ganz überwiegend zu verdanken ist.
Alle sechs Bände wurden in Venedig gedruckt. Band 1 erschien dabei 1824 bei Giuseppe Orlandelli, die Bände 2 bis 4 bei Giuseppe Picotti in den Jahren 1827, 1830 und 1834. 1842 erschien bei Giuseppe Molinari Band 5, Band 6 erst 1853 in der Tipografia Andreola. Ein Nachdruck erfolgte in Bologna in den Jahren 1969 bis 1983.
Die Edition der Inschriften spielte vor allem in der Kunstgeschichte und bei der Geschichte der Kirchengebäude eine erhebliche Rolle. Dabei führten gelegentlich Abschreibfehler zu weitreichenden Überlegungen, die zumindest in einem Fall, in San Giorgio Maggiore, durch Wiederauffinden der Inschrift und entsprechender Überprüfung zur Revision dieser Auffassung führte. So kam es bei einer Inschrift von 1562, bei der Cicogna viel zu hohe Zahlen notiert hatte, zur Schlussfolgerung, dass in der Kirche 1550/1551 eine komplette Renovierung vorgenommen worden sein müsse. Dies konnte Tracy Cooper korrigieren.
Bedeutung erlangte die umfangreiche Sammlung aber auch für die Sprachgeschichte, insbesondere des Venezianischen.

## Überblick über die sechs Bände, Zahl der Inschriften
- Band 1, Giuseppe Orlandelli editore, Venedig 1824 (Vorwort bis S. 30, Inschriften aus S. Maria dei Servi (ab S. 31, 217 Inschriften), San Domenico (ab S. 107, 105 Inschriften), S. Antonio Abate (ab S. 155 mit 45 Inschriften), Santa Agnese (195 mit 40 Inschriften), Santa Maria in Broglio detta L’Ascensione (213, 5), San Basilio (219, 31), Santa Croce in Luprio (235, 45), San Gregorio (257, 37), Santa Margarita (275, 36), San Secondo in Isola (293, 11), San Daniele (307, 37), Santa Marina (S. 329–344, 32 Inschriften), Corrigenda etc.). (digitalisiert bei archive.org, digitalisiert beim Münchener Digitalisierungszentrum)

- Band 2, Giuseppe Picotti stampatore, Venedig 1827 (Chiesa del Corpus Domini (ab S. 3, 29 Inschriften), Sant'Andrea del Lido detta La Certosa (49, 37 Inschriften), Chiesa di Santo Zaccaria (103, 74), San Giovanni in Olio (177, 51), S. Maria dell’orto (219, 124), San Nicolò di Castello (355, 4 Inschriften), San Lorenzo (369, 37), S. Sebastiano (403, 13), Corrigenda etc.) (bei archive.org, beim Münchener Digitalisierungszentrum)

- Band 3, Giuseppe Picotti stampatore, Venedig 1830 (Santo Agostino (ab S. 3, 13 Inschriften), Ss. Filippo e Giacomo (75, 15), San Severo (97, 7 Inschriften), San Proculo detto San Provolo (111, 5), San Michele Arcangelo detta Sant’Angelo (119, 107 Inschriften), Santa Maria della Celestia (193, 31), Sant’Apollinare detto Sant’Aponal (243, 63), Santa Maria Nuova (281, 47), Santa Elena in Isola detta Santa Lena (351, 28), Santa Maria Maggiore (415, 48), Corrigenda etc.) (bei archive.org, beim Münchener Digitalisierungszentrum)

- Band 4, Giuseppe Picotti stampatore, Venedig 1834 (San Geminiano (3, 37 Inschriften), San Sebastiano (127, 62)) (bei archive.org, beim Münchener Digitalisierungszentrum)

- Band 5, Giuseppe Molinari stampatore, Venedig 1842 (S. Maria delle Vergini (ab S. 3, 31 Inschriften), Santa Marta (99, 24), Della Trinità detta Santa Ternita (161, 38), Degli Incurabili (297, 38), Santa Maria del Soccorso (407, 4), S. Angelo della Giudecca (461, 5), S. Adriano detta S. Arian in Isola (461, 7), S. Francesco del Deserto (479, 5), S. Iacopo di Paludo (491, 3), Corrigenda für die ersten fünf Bände) (bei archive.org, beim Münchener Digitalisierungszentrum)

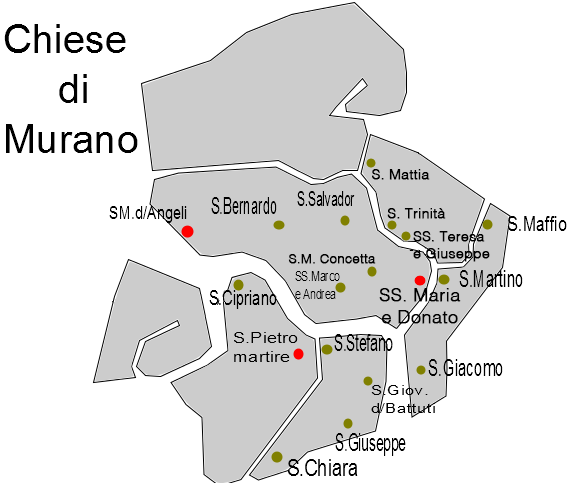
Die Kirchen auf Murano stehen im Mittelpunkt des 6. Bandes

- Band 6, Tipografia Andreola, Venedig 1853 (S. Andrea di Venezia detto de Zirada (ab S. 3, 47 Inschriften), S. Martino di Murano (161, 2), San Bernardo di Murano (349, 10), San Giambattista di Murano (369, 15), San Giuseppe di Murano (401, 4), Oratorio di S. Giuseppe (409, 1), S. Iacopo Maggiore di Murano (415, 3), Santi Marci e Andrea di Murano (425, 5), San Salvatore di Murano (435, 16), Santo Stefano di Murano (451, 60), San Giobbe di Murano (527, 118), Corrigenda ab 775) (bei archive.org, beim Münchener Digitalisierungszentrum)